# Miquel Roca Junyent
 (juillet 2023).
Si vous disposez d'ouvrages ou d'articles de référence ou si vous connaissez des sites web de qualité traitant du thème abordé ici, merci de compléter l'article en donnant les références utiles à sa vérifiabilité et en les liant à la section « Notes et références ».
Pour les articles homonymes, voir Roca et Junyent.
Miquel Roca Junyent, né le 20 avril 1940 à Caudéran (Bordeaux), est un homme politique catalan, membre de la Convergence démocratique de Catalogne et l’un des « pères » de la Constitution espagnole de 1978.
Au cours de plusieurs législatures, il fut porte-parole du groupe Convergència i Unió au Congrès des députés.

## Biographie
Il est né à Bordeaux lorsque son père, Juan Bautista Roca Caball, a été contraint à l'exil pour avoir plaidé en faveur du nationalisme catalan. Dans sa jeunesse, il s'est associé à d'autres futurs politiciens catalans, tels que Narcís Serra et Pasqual Maragall, au sein du Front Obrer de Catalunya, une organisation illégale de gauche formée principalement d'étudiants universitaires liés au Front de libération populaire (FELIPE).
Plus tard dans sa vie, il s'est tourné vers les idées libérales. Il a été membre fondateur de Convergence démocratique de Catalogne en 1974, où il a exercé les fonctions d'adjoint du Secrétaire général. Il a été élu au premier parlement démocratique après la dictature franquiste du district de Barcelone où il a occupé son siège de 1977 à 1995 en tant que représentant de Convergence et Union. Il est rapidement devenu le leader et le président de la minorité catalane au Congrès.
De 1982 à 1995, il a représenté la Generalitat, administration régionale décentralisée de la Catalogne, au sein du Comité de coopération bilatérale avec le gouvernement espagnol. Au cours de cette période, il a échoué dans sa tentative de créer un parti centriste servant de contrepoids entre l’Alliance populaire et le PSOE, un plan connu sous le nom d’Opération Roca.
Il était candidat à la mairie de Barcelone en 1995, poste qu'il a accepté sur l'avis du président de la Generalitat Jordi Pujol. Malgré sa popularité, il a été battu de loin par le président sortant Pasqual Maragall, ancien corrélatif de Roca. Il a ensuite occupé un poste au sein de la compagnie d’assurances Catalana Occidente. En outre, il dirige son propre cabinet d’avocats et est professeur associé de droit constitutionnel à l’Université Pompeu Fabra. Il est également membre honoraire du conseil d'administration de diverses sociétés espagnoles.
Il a été engagé par la famille royale espagnole pour défendre Cristina de Borbón dans les procédures judiciaires à son encontre dans l'affaire Noos. En mai 2016, le juge José Castro a dénoncé les pressions de Roca et de son cabinet d'avocats pour organiser une réunion afin d'acquitter Borbón de toutes les accusations retenues contre elle.